# Sigurd Siikavaara

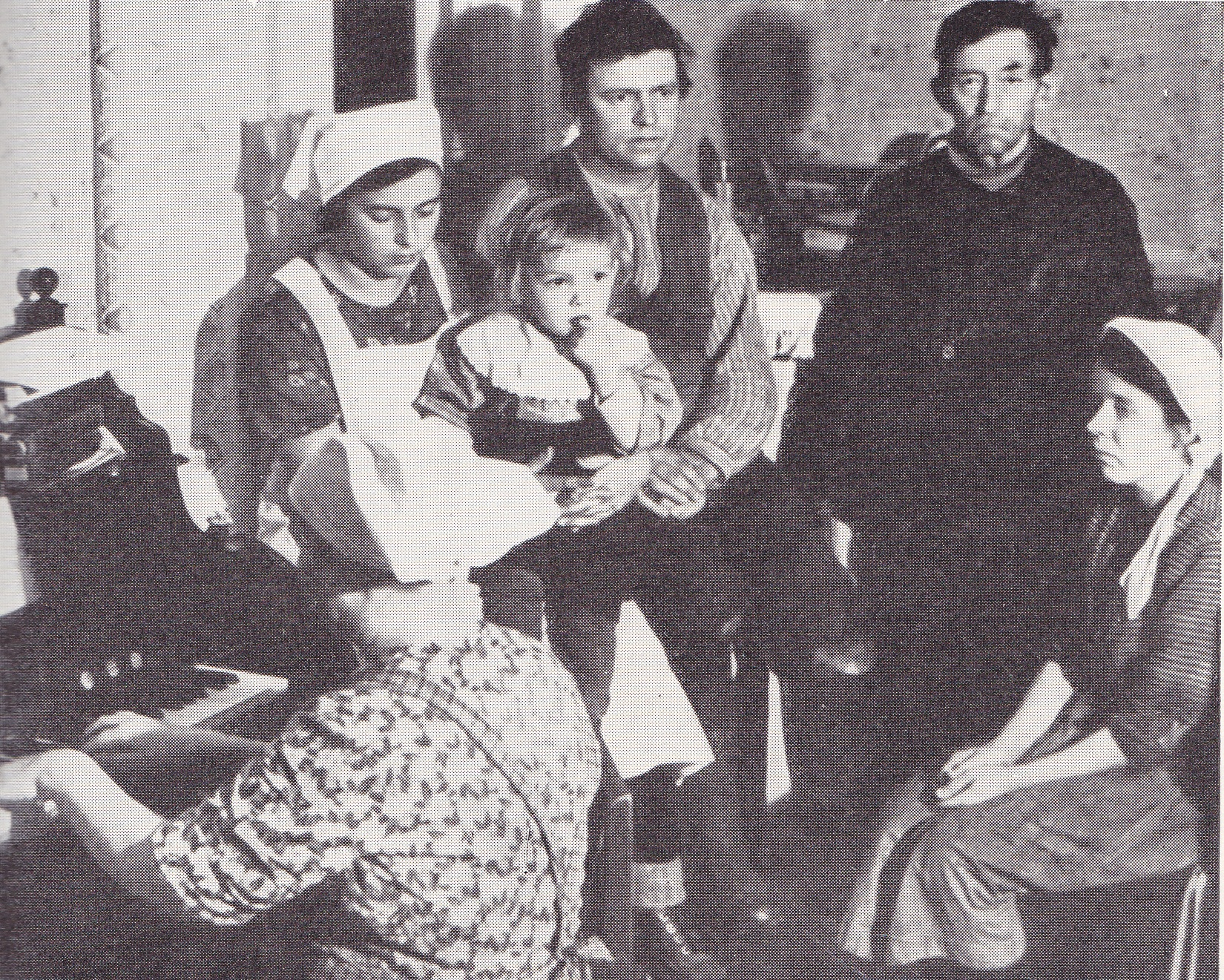
Sigurd Siikavaara (mannen till vänster) på 1930-talet.

Sigurd Wilhelm Ossian Siikavaara, född 2 juni 1900 i Kaunisvaara i Pajala socken, död 17 mars 1965 i Areavaara i Pajala socken, var en svensk väckelsepredikant.
Sigurd Siikavaara var son till hemmansägaren och handlanden August Siikavaara. Han växte upp i ett relativt välbärgat hem och övertog 1933 faderns gård och drev samtidigt en handelsrörelse. Han anslöt sig 1930 till den östlæstadianska väckelsen men övergick efter några år till korpelarörelsen. Rörelsen hade sitt namn efter Toivo Korpela, men 1934 blev Siikavaara rörelsens ledare, och det var med honom som ledare som den började väcka uppmärksamhet. Siikavaara inledde en intensiv predikoverksamhet i Tornedalen, förkunnade i enlighet med Uppenbarelseboken de rättrognas upptagande till paradiset i en silverark vid en flera gånger ändrad tidpunkt och utgav sig själv för att vara Kristus. Han samlade stora åhörarskaror,och antalet trogna anhängare uppgick maximalt till 200 à 250. Anhängarna föreställde sig att de på grund av sin tro blivit definitivt syndfria, oberoende av sina gärningar även efter omvändelsen. Med stöd av denna tro utvecklades deras sammankomster, särskilt efter 1937, till måttlösa sprit- och kärleksfester, som väckte anstöt i hela bygden. 1939 ställdes Siikavaara inför rätta för otukt med minderåriga. På grund av "kronisk sinnesjukdom på alkoholbasis" straffriförklarades han som otillräknelig och vårdades en tid på mentalsjukhus. Han återgick senare till lantbruket och affärsrörelsen men var en tid ledare för en sluten krets av korpelaner.